# Список глав государств в 207 году до н. э.
| 208 до н. э. ← Список глав государств по годам → 206 до н. э. |

## Азия
- Айраратское царство — Ерванд IV, царь (212 до н. э. — 200 до н. э.)
- Анурадхапура — Асела, царь (215 до н. э. — 205 до н. э.)
- Аулак — 
  - Ан Зыонг-выонг, князь (257 до н. э. — 207 до н. э.)
  - в 207 году до н.э. ликвидировано Чьеу Ву-де, образовавшим государство Намвьет
- Вифиния — Прусий I, царь (228 до н. э. — 182 до н. э.)
- Греко-Бактрийское царство  — Евтидем I, царь (ок. 230 до н. э. — 200 до н. э.)
- Иберия — Саурмаг I, царь (234 до н. э. — 159 до н. э.)
- Каппадокия — Ариарат IV Евсеб, царь (220 до н. э. — 163 до н. э.)
- Китай:
  - Империя Цинь — 
    - Эрши Хуанди (Ин Хухай), император (210 до н. э. — 207 до н. э.)
    - Цзыин, ван (207 до н. э.)
    - в 207 году до н.э. ликвидирована

  - Династия Чу — И-ди, император (208 до н. э. — 206 до н. э.)
- Корея:
  - Махан — Юн, вождь[англ.] (220 до н. э. — 193 до н. э.)
  - Пуё — Хэмосу, тхандже (239 до н. э. — 195 до н. э.)
- Маурьев империя — Шалишука, император (215 до н. э. — 202 до н. э.)
- Намвьет — Чьеу Ву-де, император (207 до н. э. — 137 до н. э.)
- Парфия — Аршак II, царь (ок. 217 до н. э. — ок. 191 до н. э.)
- Пергамское царство — Аттал I Сотер, царь (238 до н. э. — 197 до н. э.)
- Понтийское царство — Митридат III, царь (ок. 220 до н. э. — 190 до н. э.)
- Сатавахана — Симукха, махараджа (211 до н. э. — 198 до н. э.)
- Селевкидов государство — Антиох III Великий, царь (223 до н. э. — 187 до н. э.)
- Хунну — Модэ, шаньюй (209 до н. э. — 174 до н. э.)
- Япония — Когэн, тэнно (император) (214 до н. э. — 158 до н. э.)

## Африка
- Египет — Птолемей IV Филопатор, царь (222 до н. э./221 до н. э. — 204 до н. э.)
- Мероитское царство (Куш) — Адикаламани, царь (ок. 207 до н. э. — ок. 186 до н. э.)
- Нумидия —  
  - Сифакс, царь Западной Нумидии (ок. 215 до н. э. — 202 до н. э.)
  - Гала, царь Восточной Нумидии  (ок. 250 до н. э. — 207 до н. э.)
  - Эзалк, царь Восточной Нумидии  (207 до н. э. — 206 до н. э.)

## Европа
- Афины:
  - Анкил, архонт (208 до н. э. — 207 до н. э.)
  - Пантиад, архонт (207 до н. э. — 206 до н. э.)
- Ахейский союз — Филопемен, стратег (208 до н. э. — 205 до н. э., 201 до н. э. — 200 до н. э., 193 до н. э. — 192 до н. э., 190 до н. э. — 186 до н. э., 183 до н. э. — 182 до н. э.)
- Боспорское царство — Гигиенонт, царь (ок. 220 до н. э. — ок. 200 до н. э.)
- Дарданское царство[англ.] — Лонгар, царь[англ.] (ок. 231 до н. э. — ок. 206 до н. э.)
- Ирландия — Бресал Бо-Дибад, верховный король (210 до н. э. — 199 до н. э.)[1]
- Македонское царство — Филипп V, царь (221 до н. э. — 179 до н. э.)
- Одрисское царство (Фракия) — Севт IV, царь (215 до н. э. — 190 до н. э.)
- Римская республика:
  - Гай Клавдий Нерон, консул (207 год до н. э.)
  - Марк Ливий Салинатор, консул (219 год до н. э., 207 год до н. э.)
- Спарта: 
  - Пелоп, царь (212 до н. э. — 200 до н. э.)
  - Маханид, тиран (212 до н. э./211 до н. э. — 207 до н. э.)
  - Набис, тиран (207 до н. э. — 200 до н. э.)

## Галерея

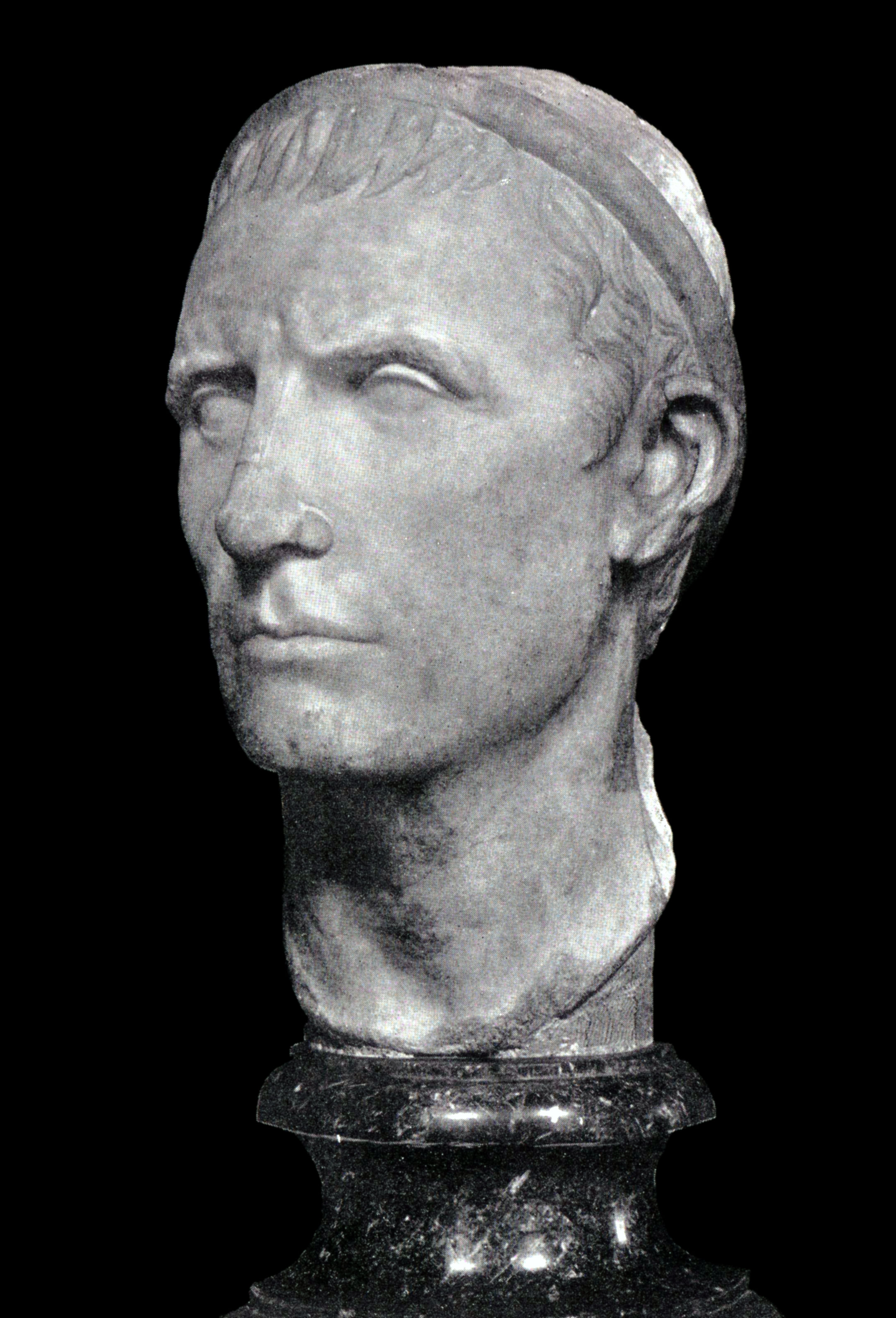
Антиох III Великий 223 до н.э.—187 до н.э. Царь Сирии
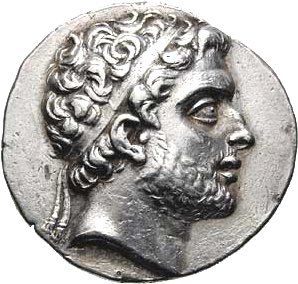
Филипп V 221 до н.э.—179 до н.э. Царь Македонии
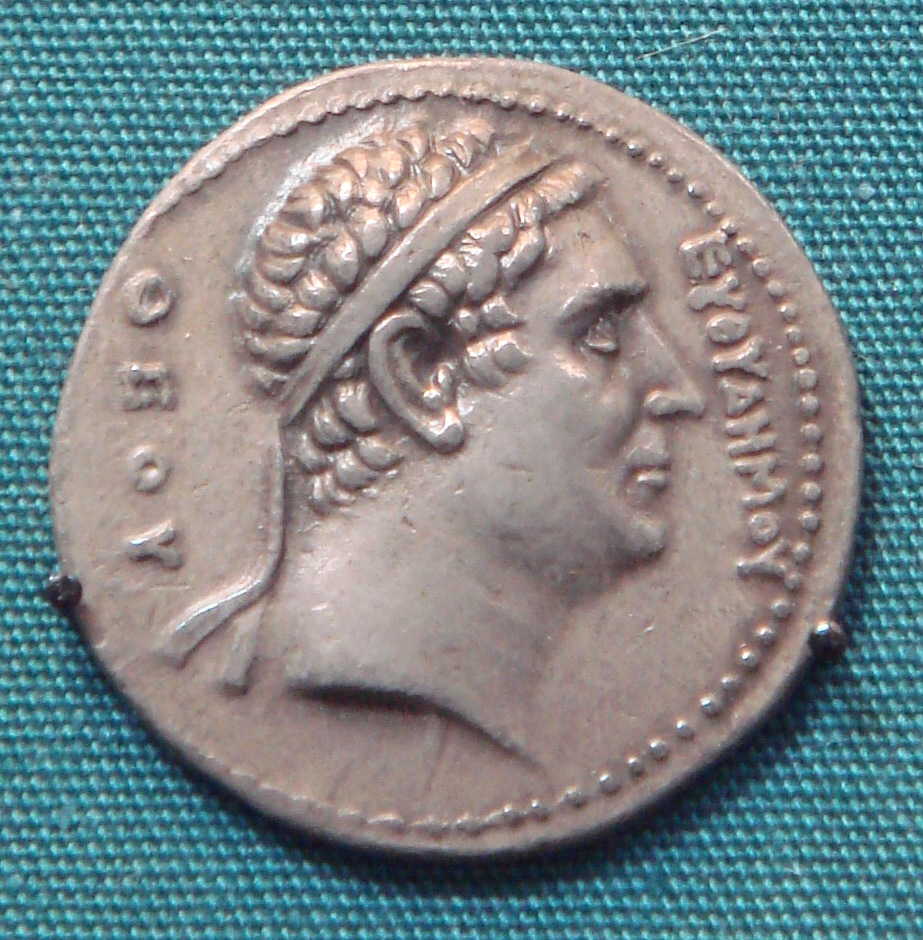
Евтидем I 230 до н.э.—200 до н.э. Греко-бактрийский царь
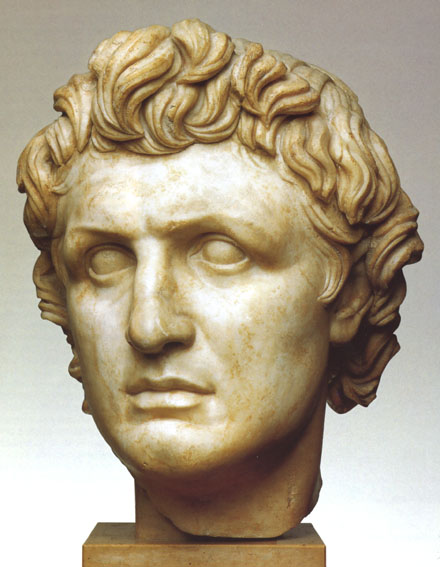
Аттал I Сотер 238 до н.э.—197 до н.э. Царь Пергама
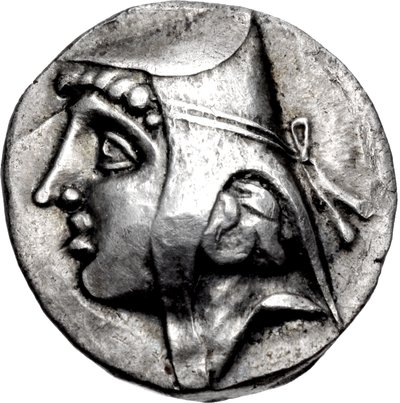
Аршак II 217 до н.э.—191 до н.э. Царь Парфии
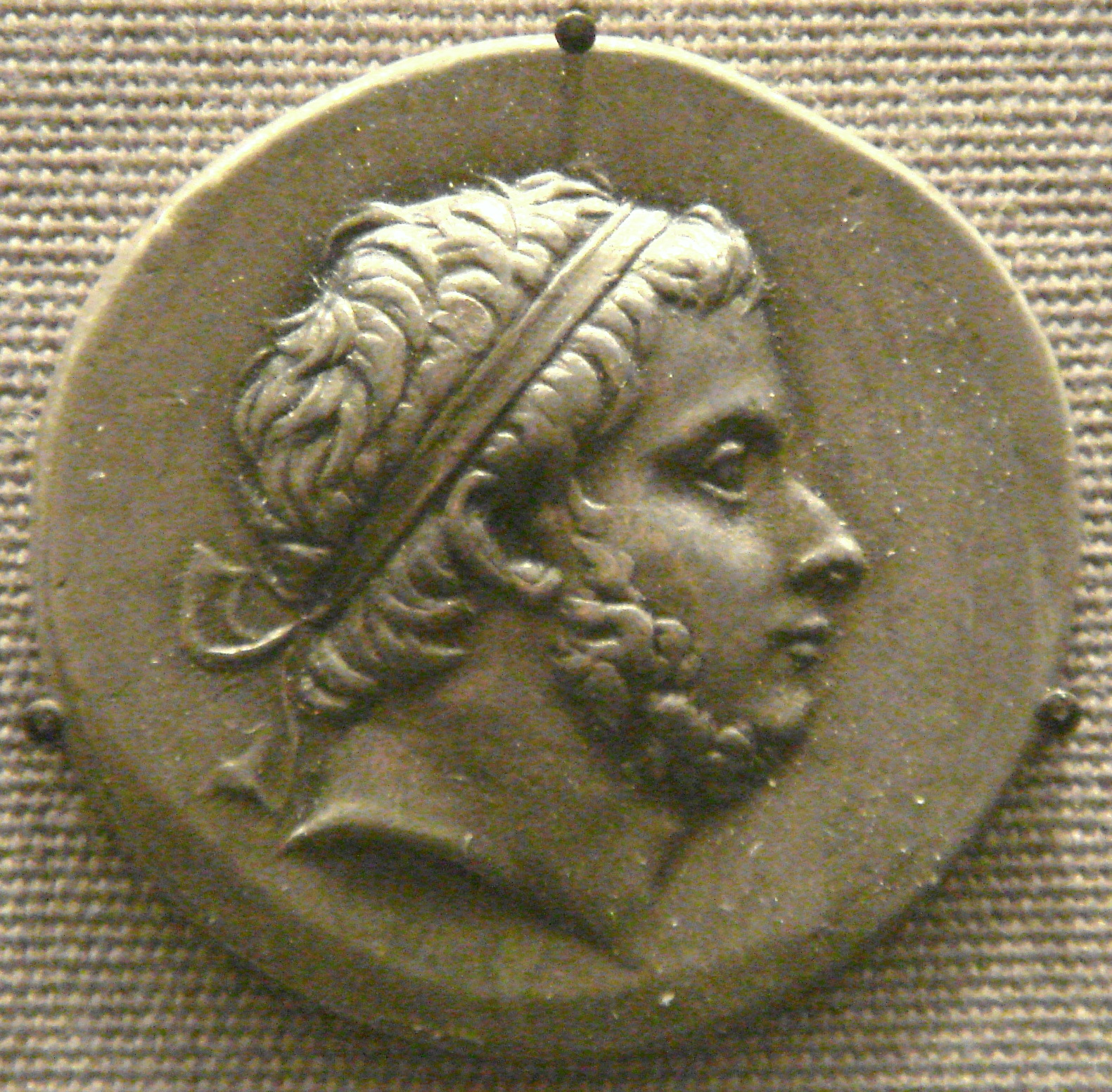
Прусий I 228 до н.э.—182 до н.э. Царь Вифинии
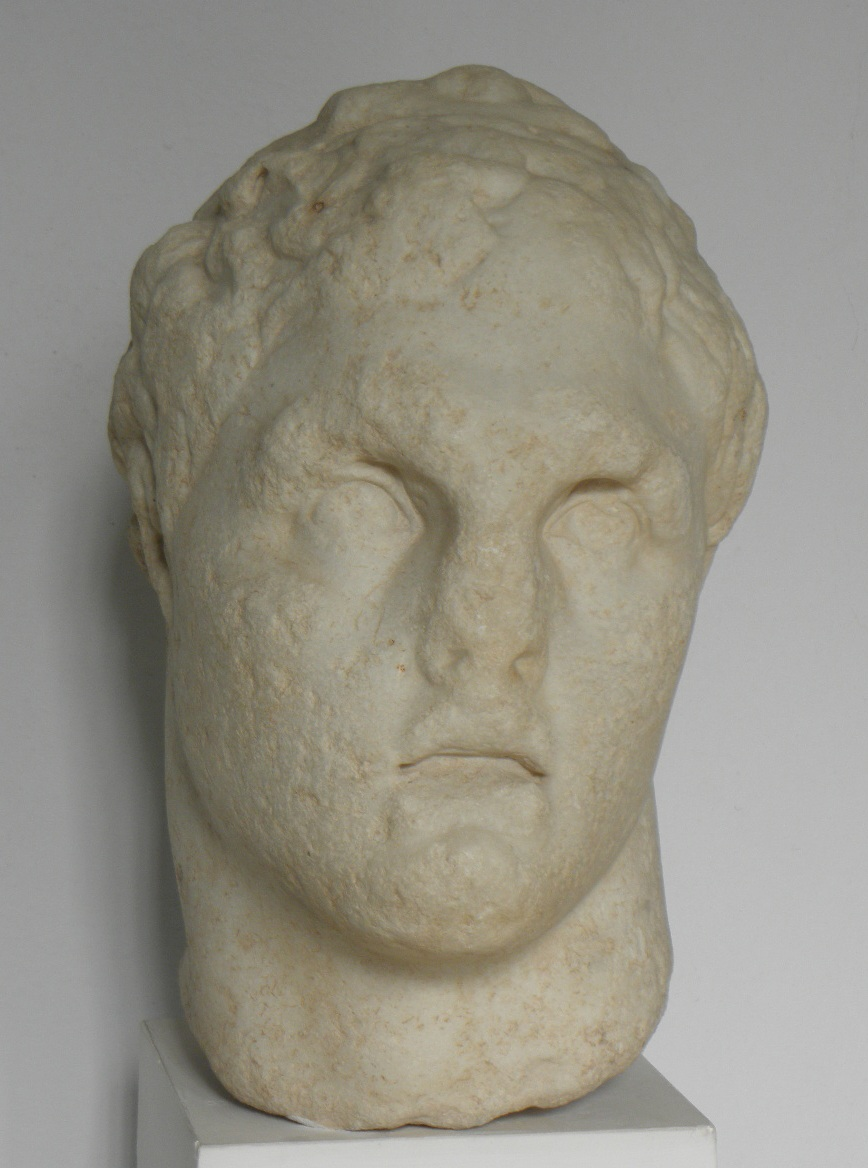
Птолемей IV Филопатор 222/221 до н.э.—204 до н.э. Царь Египта
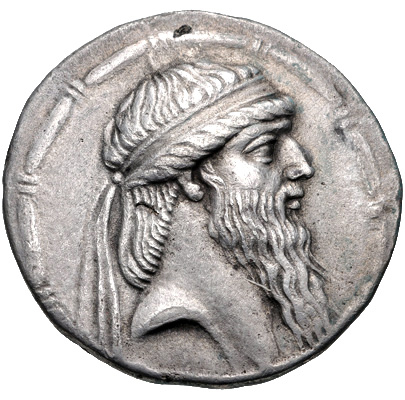
Артабан I 211 до н.э.—191 до н.э. Царь Парфии
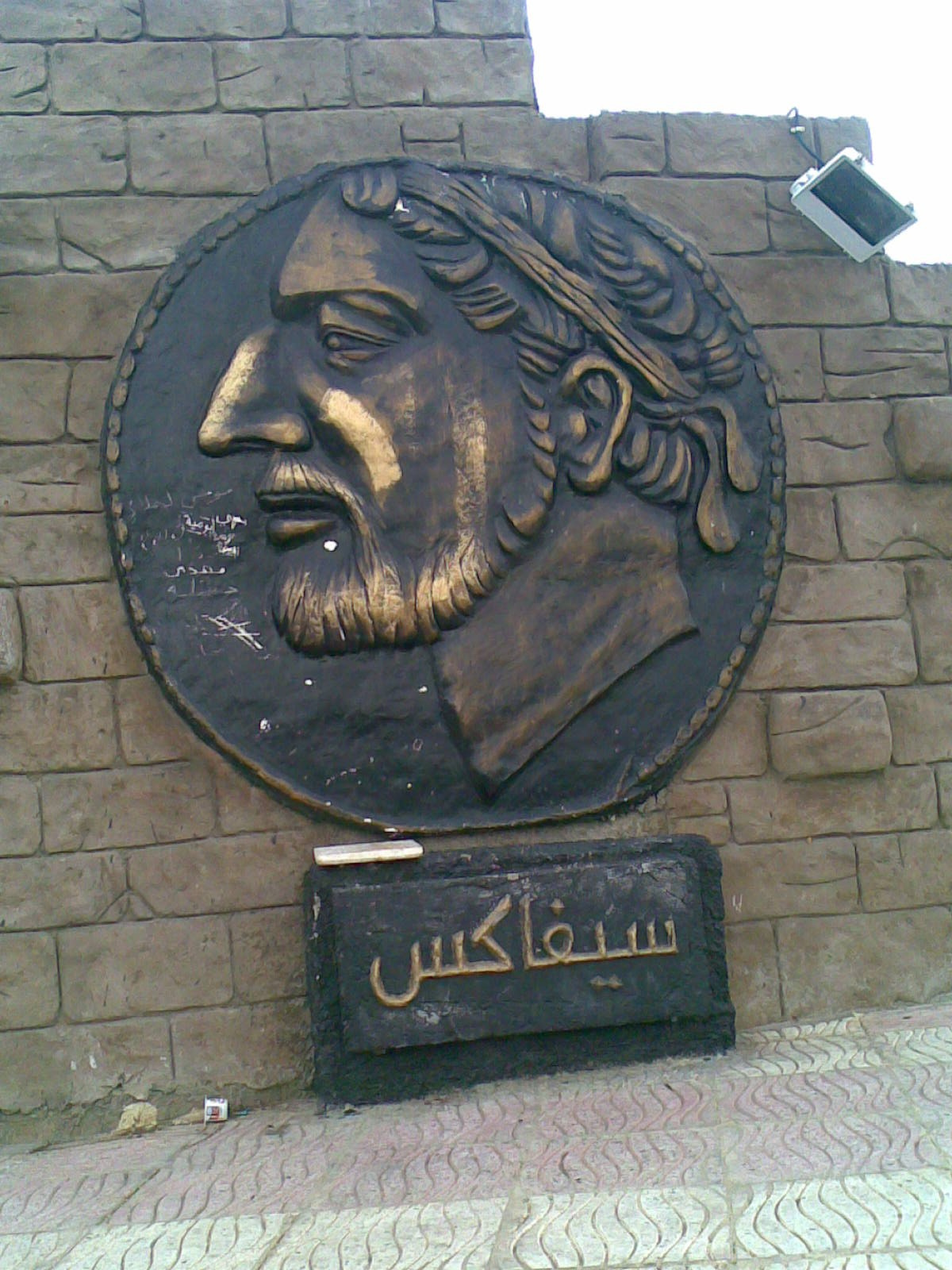
Сифакс 215 до н.э.—202 до н.э. Царь Западной Нумидии
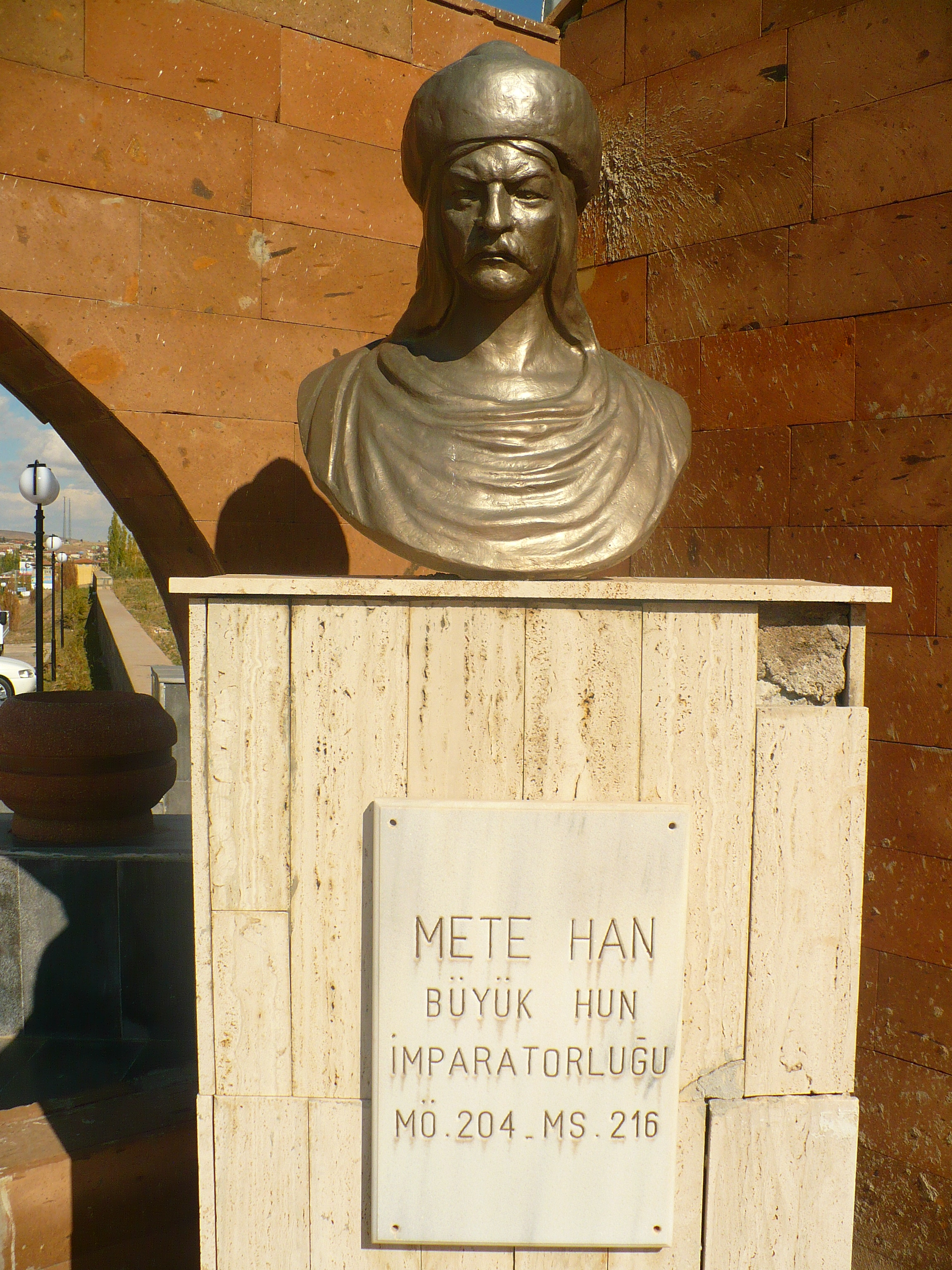
Модэ 209 до н.э.—174 до н.э. Шаньюй хунну
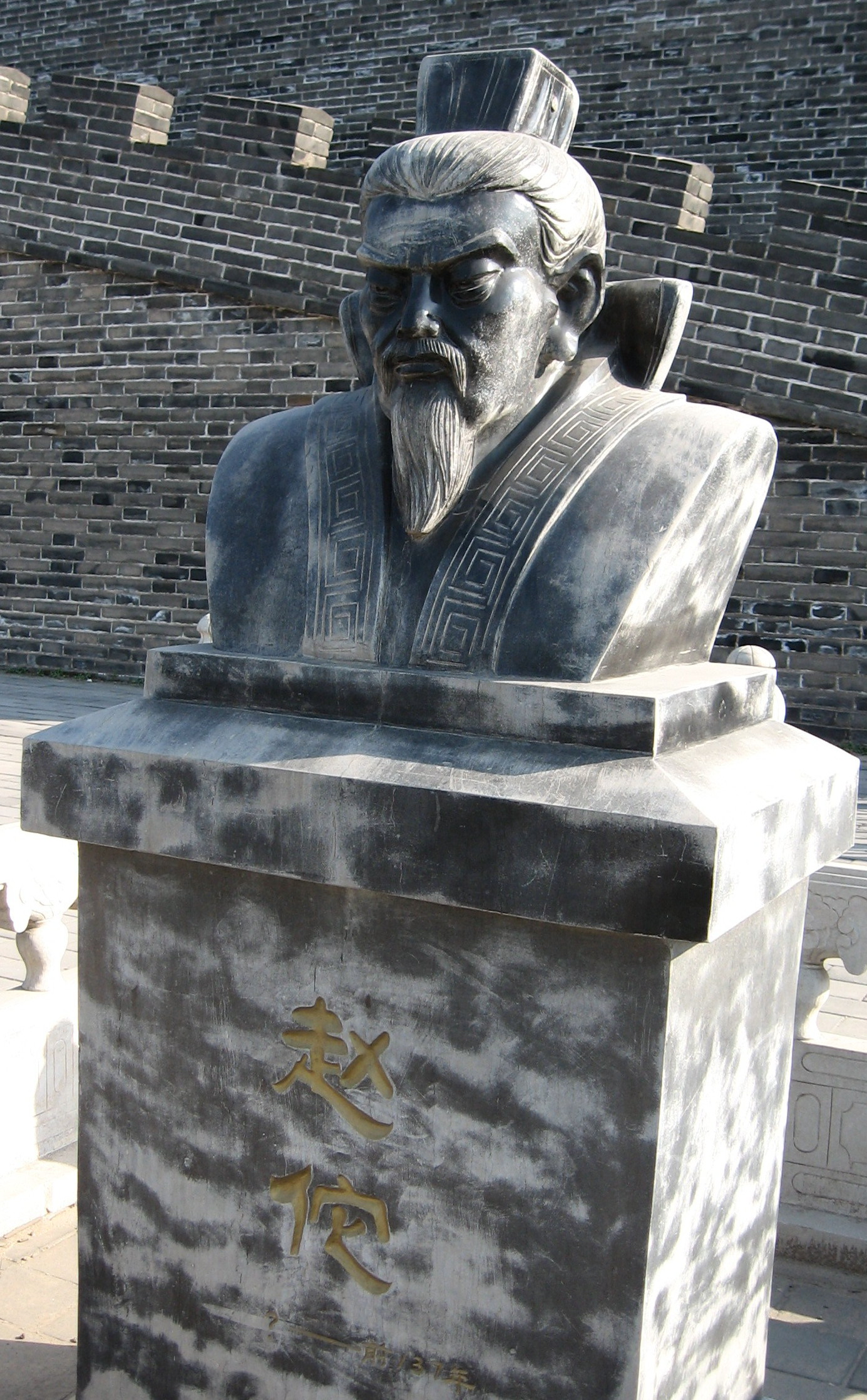
Чьеу Ву-де 207 до н.э.—137 до н.э. Император Намвьета
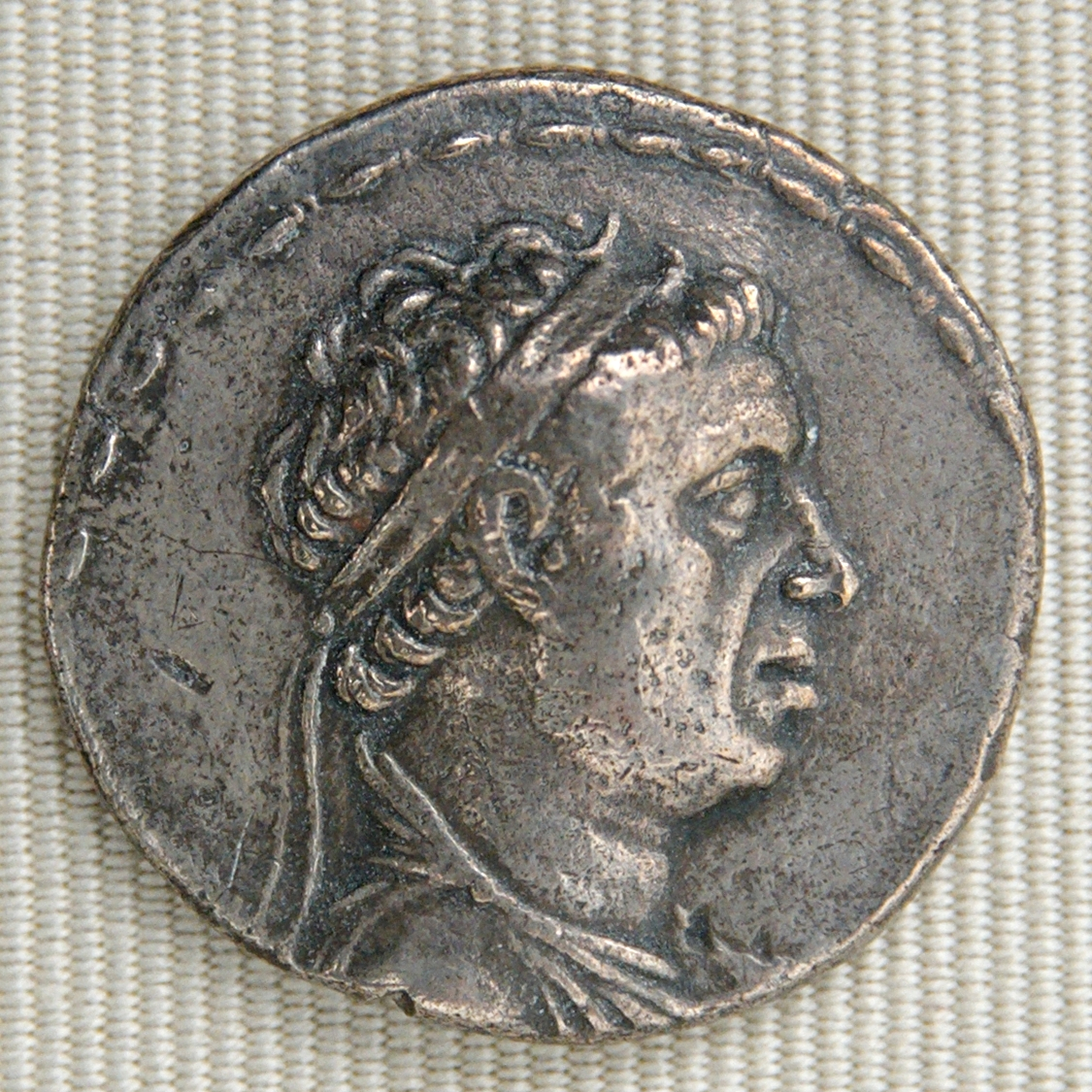
Ариарат IV 220 до н.э.—163 до н.э. Царь Каппадокии
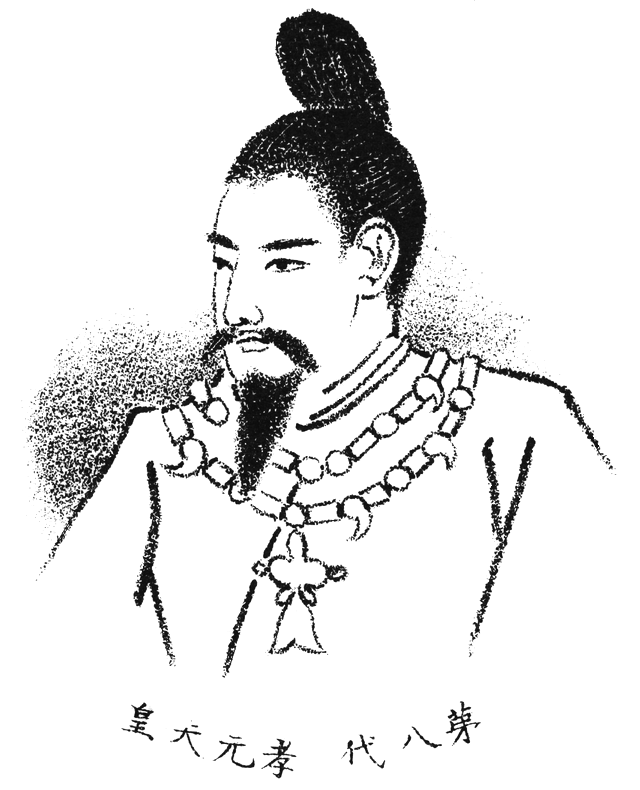
Когэн 214 до н.э.—158 до н.э. Император Японии